# Faro de Cabo Flamborough
El faro de Cabo Flamborough (en inglés: Flamborough Head Lighthouse) es un faro situado en el Cabo Flamborough, entre las bahías de Filey y Bridlington en el Mar del Norte, en la localidad de Flamborough, Yorkshire, Reino Unido. El primer faro del lugar data de 1669 aunque nunca entró en funcionamiento. El actual entró en servicio en 1806. Está situado en un lugar calificado como Zona de Especial Conservación y forma parte del atractivo turístico del lugar con visitas guiadas al faro.

## Historia

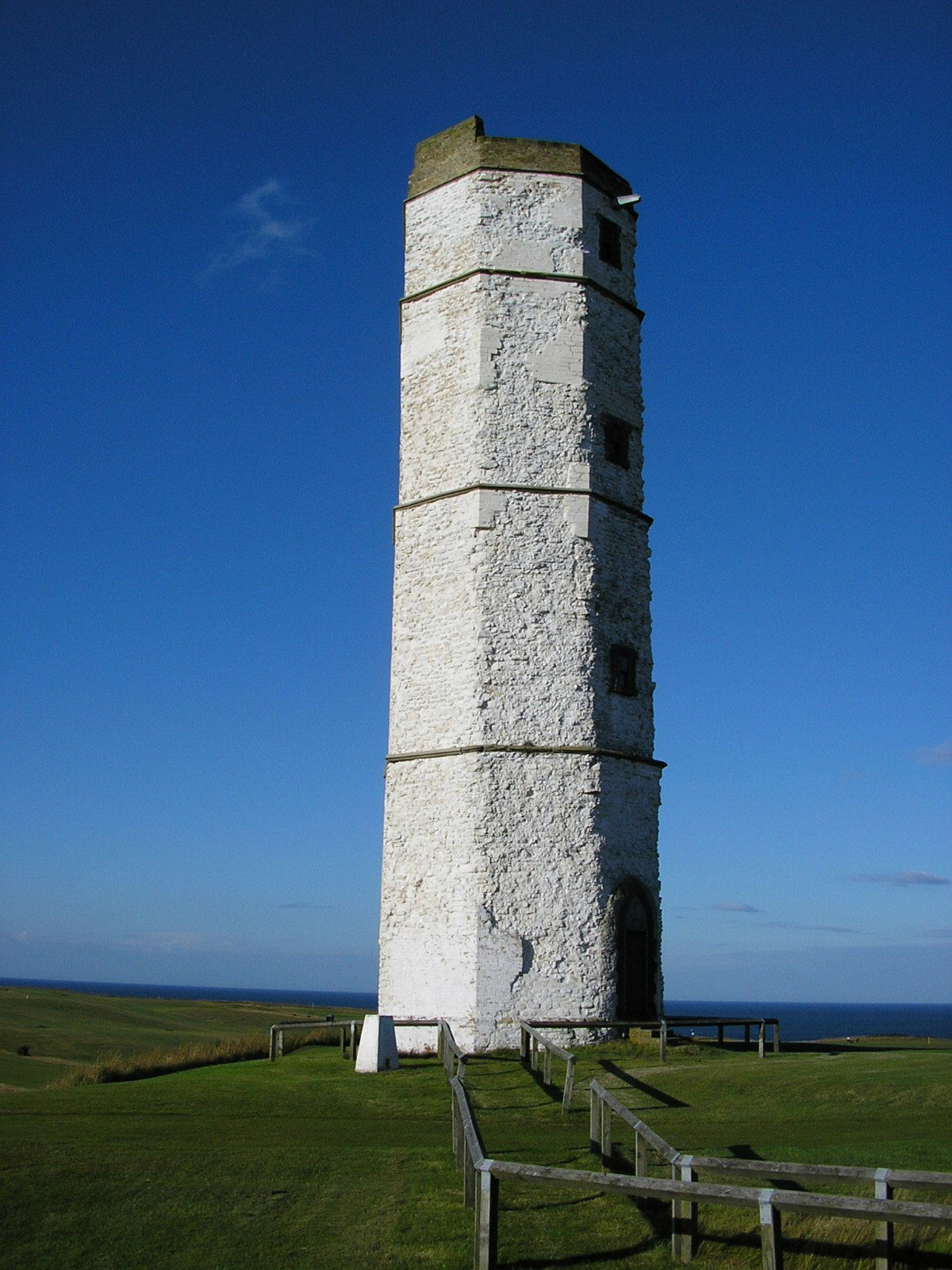
Primitivo faro del Cabo Flamborough, construido en 1669 con creta del lugar.

El primer faro instalado en el Cabo Flamborough fue construido a instancias de Sir John Clayton en 1669, pero no se tiene constancia de que fuese encendido alguna vez. Posiblemente el origen del topónimo, Flamborough, derive de la palabra inglesa flame, llama, en referencia al faro.
El faro actual fue diseñado por Samuel Wyatt, y construido por John Matson de Bridlington, entrando en funcionamiento el 1 de diciembre de 1806. Estaba equipado con un eje vertical rotatorio en el que estaban fijados 21 reflectores parabólicos distribuidos en tres grupos de siete, diseñado por George Robinson. Además tenía cristales rojos en cada lado que cubrían los espejos dando al faro la característica, novedosa en ese tiempo, de dos destellos blancos y uno rojo. Estaba alimentado por aceite.
En 1940 el faro fue electrificado, modificado en 1974 e instalada una señal acústica en 1975, que sustituyó a una anterior. Anteriormente, en caso de niebla, se lanzaban cohetes pirotécnicos cada 5 minutos que alcanzaban una altura de 180 metros. Fue automatizado en 1996. 
El faro está controlado desde Harwich, donde el Trinity House, el organismo regulador de las ayudas a la navegación de Inglaterra y Gales, tiene un centro de control.

## Características
El faro emite una luz blanca en grupos de cuatro destellos espaciados regularmente en un ciclo de 15 segundos. Tiene un alcance nominal nocturno de 24 millas náuticas.